# Allanton
Allanton est une petite localité de la région d’Otago dans l’Île du Sud de la Nouvelle-Zélande.

## Situation
La ville est située à quelque 20 kilomètres au sud-ouest de la cité de Dunedin sur le trajet de la route State Highway 1/S H 1.
La ville est établie près de la jonction entre le fleuve Taieri et le torrent Owhiro Stream et la ville siège à l’angle est de la plaine de Taieri (en), tout près des berges du fleuve Taieri, à la jonction de la route principale vers l’aéroport international de Dunedin au niveau de la ville de Momona.

## Toponymie
Le site fut initialement connu des Européens comme « Scroggs' Creek Landing » d’après le nom de Samuel Scroggs, un membre des équipes de prospection de Charles Kettle (en).
En 1875, avec l’arrivée du chemin de fer au sud venant de Dunedin et satisfaisant aux critères pour devenir une ville, la communauté locale fut renommée « Greytown », d’après le nom de l’ancien gouverneur, Sir George Grey.
En 1895, un conflit d’identité apparut entre la communauté locale et une autre ville appelée Greytown, bien établie dans la région de Wairarapa. Le Conseil du comté de Taieri accepta de changer à nouveau le nom de la ville.
Par une décision unanime, il lui fut donné le nom d’« Allanton » – dans un geste de respect pour James Allan, un ancien conseiller de la Province d’Otago, conseiller du comté et ancien de l’église d’East Taieri, habitant près de là, à Hopehill.

## Histoire
Parmi ceux qui acquirent des terres dans la ville en pleine croissance, il y avait en particulier des immigrants polonais, qui avaient notamment participé à la construction du chemin de fer. C’est ainsi que plusieurs noms de famille polonais survivent dans la communauté locale.
La communauté d’Allanton a décliné dans les années récentes, avec la fermeture de l’école locale en 2004 et de l’église catholique du Sacré-Cœur, qui a fermé l’année suivante.
Le dernier magasin à fermer fut le Honey Shoppe, en 2011.